# Michiel Kramer
Michiel Kramer (* 3. Dezember 1988 in Rotterdam, Südholland) ist ein niederländischer Fußballspieler, der derzeit bei ADO Den Haag unter Vertrag steht.

## Karriere
Michiel Kramer spielte in seiner Jugend bei verschiedenen Jugendabteilungen von Fußballvereinen, darunter bei Excelsior Rotterdam und NAC Breda. Bei letzterem Verein begann Kramer in der Saison 2007/08 auch seine Karriere als Profifußballer in der Eredivisie. In zwei Jahren stand er in insgesamt elf Partien auf dem Platz, schoss jedoch keine Tore. Zur Saison 2009/10 wechselte Kramer zum FC Volendam, wo er vier Jahre lang spielte. Hier erzielte er auch sein erstes Pflichtspieltor am 4. Dezember 2009 beim 4:2-Sieg gegen den FC Emmen. In seiner Zeit beim FC Volendam spielte Kramer in insgesamt 105 Partien und schoss dabei 39 Tore für seine Mannschaft. Schließlich wechselte Kramer zur Saison 2013/14 zu ADO Den Haag, wo er in zwei Jahren insgesamt 24 Tore in 58 Partien erzielte. Seit der Saison 2015/16 spielt Kramer bei Feyenoord Rotterdam, für die er im Spiel gegen den SC Cambuur am 16. August 2015 in der 62. Minute debütierte. Für den Feyenoord Rotterdam hat Kramer bereits neun Tore in 16 Spielen geschossen.

## Erfolge
- Niederländischer Pokalsieger: 2016
- Niederländischer Meister: 2017